# آرش میراسماعیلی
آرش میراسماعیلی  (زادهٔ ۱۲ اسفند ۱۳۵۹ در خرم‌آباد) جودوکار ایرانی است. او دارنده دو مدال طلای جهانی، دو مدال برنز جهانی و چند مدال آسیایی است. میراسماعیلی رئیس فدراسیون جودوی ایران در ۱۶ خرداد ۱۴۰۲ با شکایت شاکی خصوصی به طور موقت از ریاست فدراسیون تعلیق شد که با حکم تبرئه دادگاه، وی در ۸ مرداد ۱۴۰۲ دوباره به عنوان رئیس به فدراسیون جودو بازگشت.

## بازی‌های المپیک تابستانی

### ۲۰۰۰ سیدنی
میراسماعیلی در بازی‌های المپیک تابستانی ۲۰۰۰ سیدنی برای نخستین‌بار در المپیک حضور یافت. او در دیدار رده‌بندی مقابل جیرولامو جیووینازو ورزشکار ایتالیایی شکست‌خورد.

### ۲۰۰۴ آتن
میراسماعیلی علاقه‌مند بود تا بتواند مدال طلای بازی‌های المپیک تابستانی ۲۰۰۴ آتن را نیز به دست آورد. او در مراحل نخست باید با حریفی از اسراییل مبارزه کرد، اما بنا به قانون حد وزن مجاز المپیک، از دور مسابقات حذف شد. او انتخاب اول مجله آمریکایی اسپورتس ایلستریتد برای کسب مدال طلا در رشته جودو بود.
محمد خاتمی رئیس‌جمهور وقت ایران در واکنش به حذف آرش میراسماعیلی گفت:
«این عمل آرش، در تاریخ افتخارات ایران ثبت می‌شود.»
در ۸ سپتامبر، دولت ایران در مراسمی که از تلویزیون رسمی ایران پخش می‌شد، به هر یک از دو طلایی اردوی ایران در بازی‌های المپیک تابستانی ۲۰۰۴ و همچنین آرش میراسماعیلی، مبلغی معادل ۱۲۵٬۰۰۰ دلار جایزه نقدی پرداخت کرد. میراسماعیلی این کار خود را دفاع از مردم فلسطین و محکوم کردن اسراییل اعلام کرد. مقامات سیاسی ایران به شدت از این کار او حمایت کردند و خبرگزاری ایرنا به نقل از محمد خاتمی رئیس‌جمهور وقت ایران نوشت که این اقدام در تاریخ افتخارات ایرانیان ثبت خواهد شد و این کار آرش میراسماعیلی به اندازه قهرمانی در مسابقات المپیک برای ما ارزش دارد. سپس مقرر شد که جایزه ۱۲۵٬۰۰۰ دلاری کسب مدال طلا به آرش میراسماعیلی اهدا شود. پس از آن محمود احمدی‌نژاد رئیس‌جمهور بعدی، نیز از او تقدیر کرد و در خصوص میراسماعیلی این چنین گفت:
«هر چند میراسماعیلی نتوانست مدال طلا را به دست آورد، اما با امتناع از بازی با نماینده رژیم صهیونستی توانست افتخاری ابدی به دست آورد.»
غلامعلی حداد عادل رئیس مجلس ایران هم به میراسماعیلی تبریک و از تصمیم شجاعانه‌اش قدردانی کرد و در این رابطه گفت:
«کناره‌گیری شما از این مسابقات به خاطر مردم فلسطین بود و مطمئناً موقعیت خود را در دل‌های مسلمانان ارتقاء دادید.»
در تاریخ ۱۸ اوت ۲۰۰۴ فدراسیون جهانی جودو کمیسونی تشکیل داد تا موضوع وزن کم‌کردن میراسماعیلی را مورد بررسی قراردهد. پس از تحقیقات کمیسیون، اعلام کردند که آرش میراسماعیلی هیچ گونه قصدی برای اجتناب از رقابت در برابر نماینده اسراییل نداشته‌است.

### ۲۰۰۸ پکن
میراسماعیلی در بازی‌های المپیک تابستانی ۲۰۰۸ پکن با ۲ برد و ۲ باخت در برابر جودوکاران ژاپنی و ازبک از رقابت‌ها حذف‌شد. او ابتدا با پیروزی کار خود را آغاز کرد سپس با جودوکاری از کشور لهستان به مبارزه پرداخت و در حالی که در وقت عادی به تساوی دست یافته‌بود توانست در امتیاز طلایی به پیروزی دست پیدا کند. میراسماعیلی در دور بعد از حریف ژاپنی خود شکست خورد و در گروه بازنده‌ها مسابقه را به شاریپوف از ازبکستان واگذار کرد و از دور مسابقات المپیک حذف‌شد.

## مسابقات جهانی جودو
میراسماعیلی در سال ۲۰۰۱ برای نخستین‌بار موفق به کسب مدال طلای مسابقات جهانی مونیخ شد. او توانست قهرمانی جهان خود را در مسابقات جهانی ۲۰۰۳ اوزاکا تکرار کند. میراسماعیلی همچنین در مسابقات جهانی ۲۰۰۳ قاهره و ۲۰۰۷ ریودوژانیرو موفق به کسب مدال برنز جهانی شد.

## حواشی

### محرومیت از اتحادیه جهانی کوراش
در مسابقات جهانی کوراش که در استان لرستان برگزار شد مشکلاتی به‌وجود آمد که اتحادیه جهانی کوراش میراسماعیلی را ۵ سال از هر گونه فعالیت در این رشته منع نمود.

### تعلیق فدراسیون جودوی ایران
درسال ۲۰۱۹ و در زمان ریاست میراسماعیلی، پس از وقایع مسابقات قهرمانی جهان در ژاپن، فدراسیون جهانی جودو تصمیم گرفت که فدراسیون جودو ایران را تعلیق کند.

### انتصاب حسن کردمیهن
در دی ماه ۱۳۹۹ به حکم آرش میراسماعیلی، حسن کردمیهن به عنوان مشاور و رئیس کمیته فرهنگی فدراسیون منصوب‌شد. کرد میهن متهم اصلی حمله به سفارت عربستان بود که بعد از حمله به سفارت مدتی به سوریه رفت و بعد از بازگشت در فرودگاه از سوی نیروی انتظامی بازداشت شد.

## افتخارات و دستاوردها
- قهرمانی جهان:
  -  مدال طلا قهرمانی جهان ۲۰۰۱ (۶۶ کیلوگرم)
  -  مدال طلا قهرمانی جهان ۲۰۰۳ (۶۶ کیلوگرم)
  -  مدال برنز قهرمانی جهان ۲۰۰۵ (۶۶ کیلوگرم)
  -  مدال برنز قهرمانی جهان ۲۰۰۷ (۶۶ کیلوگرم)
- بازی‌های آسیایی:
  -  مدال نقره بازی‌های آسیایی ۲۰۰۶ (۶۶ کیلوگرم)
  -  مدال نقره بازی‌های آسیایی ۱۹۹۸ (۶۶ کیلوگرم)
- قهرمانی آسیا:
  -  مدال طلا قهرمانی آسیا ۱۹۹۹ (۶۶ کیلوگرم)
  - مدال طلا قهرمانی آسیا ۲۰۰۱ (۶۶ کیلوگرم)
  - مدال طلا قهرمانی آسیا ۲۰۰۸ (۶۶ کیلوگرم)
  -  مدال نقره قهرمانی آسیا ۲۰۰۵ (۶۶ کیلوگرم)
  -  مدال برنز قهرمانی آسیا ۲۰۰۷ (۶۶ کیلوگرم)